# Guglielmo I de La Marck
Guglielmo I de La Marck (in olandese: Willem van der Marck, in francese: Guillaume de La Marck; 1446 – Maastricht, 18 giugno 1485) è stato un nobile e militare tedesco.

## Biografia
Figlio di Giovanni, signore d'Arenberg e di Sedan, e di Anna di Virnenbourg, divenne uno dei personaggi più importanti alla fine del XV secolo nel Principato episcopale di Liegi. Guglielmo venne soprannominato Le Sanglier des Ardennes (il cinghiale delle Ardennes)— per la sua fierezza in battaglia e per la sua passione per la caccia.

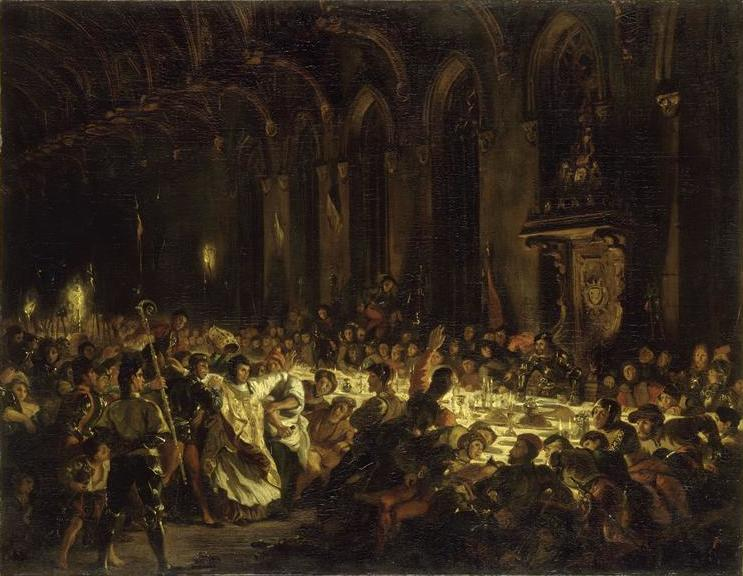
L'assassinio del principe-vescovo di Liegi, Luigi di Borbone, ad opera di Guglielmo de La Marck, soprannominato il Cinghiale delle Ardenne, dipinto di Eugène Delacroix

Nel 1482, assassinò Luigi di Borbone, vescovo di Liegi di modo da poterlo rimpiazzare con suo figlio, Giovanni de La Marck. Di fronte a questo fatto, Giovanni decise di non accettare ed il vescovo successivo fu Giovanni di Hornes. L'atto comunque portò ad una guerra civile nel principato vescovile.
Il 21 maggio 1484, venne siglato un trattato a Tongeren, col quale la famiglia de la Marck fortificò le proprie pretese sul vescovato e supportò le lotte di Liegi contro Massimiliano I del Sacro Romano Impero dietro compenso di 30.000 livres. Il castello di Bouillon venne bombardato da Guglielmo de La Marck sino a quando l'intera somma non gli venne completamente corrisposta.
Nel 1485, con un'imboscata presso Sint-Truiden, venne catturato e portato a Maastricht, dove alla fine venne decapitato il 18 giugno 1485.
Il cugino di Guglielmo, Erardo de La Marck, divenne principe-vescovo di Liegi dal 1506 al 1538.
Suo pronipote, Guglielmo II di La Marck, fu un'importante capo del Gueux de mer nel corso della Guerra degli Ottant'anni.

## Influenze culturali
Il suo personaggio è stato accuratamente descritto da Sir Walter Scott nella sua opera Quentin Durward.